# 쿨차
쿨차(펀자브어: ਕੁਲਚਾ)는 밀가루로 만들어지는 인도와 파키스탄 효모빵의 일종이다. 인도에서 유명하며, 파키스탄에서도 주로 찾아볼 수 있다. 차나 마살라가 곁들여지기도 한다.
쿨차는 펀자브 요리의 일종이기도 하다. 펀자브 지방의 도시인 암리차르는 "암리차리 난"이라고도 불리는 쿨차의 특별한 종류로 유명하다.
이 빵을 만들기 위해서는 밀가루 반죽이 필요하다. 밀가루 반죽을 평평하고 둥글게 편 뒤 반죽이 노란색을 띨 때까지 흙으로 된 오븐에 굽는다. 전자 오븐에 굽는 경우도 많다. 구워진 뒤에는 버터를 바르고 "차나 마살라"라고 하는 벵골콩 커리와 함께 먹는다.
파키스탄에서는 쿨차 브레드가 아자드 카슈미르나 길기트발티스탄에서 유명하며, 북부 펀자브 지방에서는 유명한 아침 요리이다.

## 같이 보기
- 로티
- 난
- 납작빵
- 인도 요리